# Ali Asghar Ashouri
Ali Asghar ''Navid'' Ashouri (tiếng Ba Tư: علیاصغر عاشوری) là một tiền vệ bóng đá người Iran hiện tại thi đấu cho câu lạc bộ Iran Foolad ở Persian Gulf Pro League.

## Sự nghiệp câu lạc bộ
Ashouri bắt đầu sự nghiệp với đội bóng quê nhà Shahrdari Hamedan. Sau đó anh gia nhập Pas Hamedan và Alvand Hamedan. Vào mùa hè năm 2014, anh gia nhập Foolad Novin và anh giúp đội bóng trong việc lên chơi tại Persian Gulf Pro League cùng với việc ghi 7 bàn trong 21 trận. Vào mùa hè năm 2015 anh gia nhập Esteghlal Khuzestan cùng với bản hợp đồng 2 năm. Anh có màn ra mắt cho Esteghlal Khuzestan ngày 30 tháng 7 năm 2015 trước Sepahan thay cho Hadi Khanifar.

## Thống kê sự nghiệp câu lạc bộ
Tính đến 25 tháng 12 năm 2017.
| Câu lạc bộ          | Hạng đấu            | Mùa giải            | Giải vô địch | Giải vô địch | Cúp Hazfi | Cúp Hazfi | Châu Á  | Châu Á    | Tổng    | Tổng      |
| Câu lạc bộ          | Hạng đấu            | Mùa giải            | Số trận      | Bàn thắng    | Số trận   | Bàn thắng | Số trận | Bàn thắng | Số trận | Bàn thắng |
| ------------------- | ------------------- | ------------------- | ------------ | ------------ | --------- | --------- | ------- | --------- | ------- | --------- |
| Alvand Hamedan      | Hạng đấu 1          | 2012–13             | 18           | 6            | 0         | 0         | –       | –         | 18      | 6         |
| Alvand Hamedan      | Hạng đấu 1          | 2013–14             | 23           | 1            | 4         | 1         | –       | –         | 27      | 2         |
| Foolad Novin        | Hạng đấu 1          | 2014–15             | 21           | 7            | 3         | 2         | –       | –         | 24      | 9         |
| Esteghlal Khuzestan | Pro League          | 2015–16             | 1            | 0            | 0         | 0         | –       | –         | 1       | 0         |
| Esteghlal Khuzestan | Pro League          | 2016-17             | 30           | 7            | 3         | 0         | 7       | 0         | 40      | 7         |
| Foolad              | Pro League          | 2017-18             | 15           | 4            | 1         | 0         | –       | –         | 15      | 4         |
| Tổng cộng sự nghiệp | Tổng cộng sự nghiệp | Tổng cộng sự nghiệp | 108          | 18           | 10        | 3         | 7       | 0         | 125     | 28        |

## Danh hiệu

### Câu lạc bộ
Foolad Novin
- Azadegan League (1): 2014–15

Esteghlal Khuzestan
- Iran Pro League (1): 2015–16
- Á quân Siêu cúp bóng đá Iran: 2016

### Cá nhân
- Football's 2nd Division Top Bàn thắngcorer: 2011–12[3]
- Football's 3rd Division Top Bàn thắngcorer: 2009–10[4]